# Foul Taste of Freedom
 (avril 2018).
Si vous disposez d'ouvrages ou d'articles de référence ou si vous connaissez des sites web de qualité traitant du thème abordé ici, merci de compléter l'article en donnant les références utiles à sa vérifiabilité et en les liant à la section « Notes et références ».
Albums de Pro-Pain
The Truth Hurts
(1994)
Foul Taste of Freedom est le premier  album studio du groupe de punk hardcore et speed metal américain Pro-Pain, sorti en octobre 1992.

## Liste des titres
Toutes les chansons sont écrites et composées par Gary Meskil.
| 1.    | Foul Taste of Freedom    | 3:41 |
| 2.    | Death on the Dance Floor | 2:43 |
| 3.    | Murder 101               | 2:57 |
| 4.    | Pound for Pound          | 3:39 |
| 5.    | Every Good Boy Dies Fine | 2:49 |
| 6.    | Death Goes On            | 2:51 |
| 7.    | Rawhead                  | 2:49 |
| 8.    | The Stench of Piss       | 3:26 |
| 9.    | Picture This             | 2:44 |
| 10.   | Iraqnophobia             | 3:17 |
| 11.   | Johnny Black             | 3:12 |
| 12.   | Lesson Learned           | 3:24 |
| 13.   | God Only Knows           | 3:27 |
| 41:01 |                          |      |

| Titres bonus - Rééditions Russie, Ukraine, Allemagne (Irond Records, 2 mars 2004), États-Unis (Candlelight Records USA, 29 novembre 2005), Allemagne (Réédition remastérisée, SPV/Steamhammer, 3 juin 2016) | Titres bonus - Rééditions Russie, Ukraine, Allemagne (Irond Records, 2 mars 2004), États-Unis (Candlelight Records USA, 29 novembre 2005), Allemagne (Réédition remastérisée, SPV/Steamhammer, 3 juin 2016) | Titres bonus - Rééditions Russie, Ukraine, Allemagne (Irond Records, 2 mars 2004), États-Unis (Candlelight Records USA, 29 novembre 2005), Allemagne (Réédition remastérisée, SPV/Steamhammer, 3 juin 2016) | Titres bonus - Rééditions Russie, Ukraine, Allemagne (Irond Records, 2 mars 2004), États-Unis (Candlelight Records USA, 29 novembre 2005), Allemagne (Réédition remastérisée, SPV/Steamhammer, 3 juin 2016) | Titres bonus - Rééditions Russie, Ukraine, Allemagne (Irond Records, 2 mars 2004), États-Unis (Candlelight Records USA, 29 novembre 2005), Allemagne (Réédition remastérisée, SPV/Steamhammer, 3 juin 2016) | Titres bonus - Rééditions Russie, Ukraine, Allemagne (Irond Records, 2 mars 2004), États-Unis (Candlelight Records USA, 29 novembre 2005), Allemagne (Réédition remastérisée, SPV/Steamhammer, 3 juin 2016) | Titres bonus - Rééditions Russie, Ukraine, Allemagne (Irond Records, 2 mars 2004), États-Unis (Candlelight Records USA, 29 novembre 2005), Allemagne (Réédition remastérisée, SPV/Steamhammer, 3 juin 2016) | Titres bonus - Rééditions Russie, Ukraine, Allemagne (Irond Records, 2 mars 2004), États-Unis (Candlelight Records USA, 29 novembre 2005), Allemagne (Réédition remastérisée, SPV/Steamhammer, 3 juin 2016) | Titres bonus - Rééditions Russie, Ukraine, Allemagne (Irond Records, 2 mars 2004), États-Unis (Candlelight Records USA, 29 novembre 2005), Allemagne (Réédition remastérisée, SPV/Steamhammer, 3 juin 2016) | Titres bonus - Rééditions Russie, Ukraine, Allemagne (Irond Records, 2 mars 2004), États-Unis (Candlelight Records USA, 29 novembre 2005), Allemagne (Réédition remastérisée, SPV/Steamhammer, 3 juin 2016) |
| No | Titre | Durée | | | | | | | |
| --- | --- | --- | --- | --- | --- | --- | --- | --- | --- |
| 14. | Take It Back (Lost Track) | 2:41 | | | | | | | |
| 15. | Pound for Pound (Remix) | 2:40 | | | | | | | |
| 46:18 | | | | | | | | | |

## Crédits
| - Gary Meskil : basse, chant - Tom Klimchuck : guitare lead, guitare rythmique - Mark Mays : guitare - Dan Richardson : batterie - Gary M. McCheyne : instrument à vent | - Production, enregistrement, mixage : Alex Perialas - Mastering : Tom Coyne - Ingénierie (additionnel) : Rob Hunter - Direction artistique, design : Ioannis, Liz Vap - Photographie : Mark Weiss |